# Maria 1. af Portugal
Maria 1. (portugisisk: Dona Maria I; 17. december 1734–20. marts 1816) var regerende dronning af Portugal fra 1777 til 1816.

## Liv
Maria var den ældste af tronfølger Josefs fire døtre. Da han ingen sønner havde, blev hun tronfølger, da han blev konge i 1750. I 1760 blev hun gift med sin onkel Peter.
Da Josef 1. døde i 1777, blev Maria og Peter dronning og konge af Portugal. Statsminister Markis de Pombal blev afskediget. Maria led af melankoli – som man kaldte det dengang – og da hun blev mere og mere sindsforvirret, måtte hendes søn Johan regere for hende efter 1799.
I 1807 angreb Frankrig landet, og den kongelige familie flygtede til kolonien Brasilien. Maria døde i Rio de Janeiro i 1816.